# Torgyle Bridge
Die Torgyle Bridge, auch Torgoyle Bridge, ist eine Straßenbrücke nahe der schottischen Ortschaft Fort Augustus in der Council Area Highland. 1971 wurde die Brücke in die schottischen Denkmallisten in der höchsten Denkmalkategorie A aufgenommen.

## Geschichte
Am Standort wurde um 1811 eine Brücke entlang der Straße zwischen Invermoriston und Shiel Bridge zu den Schiffsanlegern errichtet. Als Planer zeichnete der bedeutende Ingenieur Thomas Telford verantwortlich. Wie auch zahlreiche weitere Brücken in der Region wurde sie bei den Frühjahrsüberschwemmungen beschädigt. Insbesondere die aufgeschwemmten Birkenstämme, die zum Flößen bereitlagen, richteten schwere Schäden an. Aufgrund der wirtschaftlichen Bedeutung der Brücke, wurde zunächst eine provisorische Holzkonstruktion errichtet. Der Bau der heutigen Torgyle Bridge erfolgte 1823 durch Joseph Mitchell. Ob er hierbei die Torgyle Bridge nach den ursprünglichen Plänen Telfords wiederaufbaute oder den Plan abänderte, ist unklar. Es bestehen jedoch starke Parallelen zu Telfords Dunkeld Bridge, sodass zumindest Telfords Plan als Grundlage gedient haben muss. Parallelen bestehen auch zu der Lovat Bridge über den Beauly, die jedoch schlichter ausgestaltet ist. Die Torgyle Bridge führt heute die A887 über den Moriston.

## Beschreibung
Die Torgyle Bridge befindet sich in einer dünnbesiedelten Region der westlichen Highlands rund acht Kilometer nordwestlich von Fort Augustus. Der Mauerwerksviadukt überspannt den Moriston mit drei ausgemauerten Segmentbögen. Der 16,8 Meter weite Zentralbogen weist hierbei eine größere lichte Weite als die 14,6 Meter weiten flankierenden Bögen auf und besitzt auch eine größere lichte Höhe. Das Mauerwerk der Torgyle Bridge besteht aus Steinquadern, die zu einem Schichtenmauerwerk aufgemauert wurden. Ihre Bögen sind farblich kontrastierend aus alternierenden Blöcken dunklen Schiefers und helleren Granits konstruiert. Die mit spitzen Eisbrechern ausgeführten Brückenpfeiler sind gerundet fortgeführt und enden als Tourellenornamente an der Brüstung unterhalb derer blinde kreuzförmige Schießscharten eingelassen sind. Die Brüstungen fächern zu beiden Seiten leicht auf.